# سفر قهرمان (فیلم)
«سفر قهرمان» (انگلیسی: The Hero's Journey) یک فیلم مستند به کارگردانی مشترک William Free و Janelle Balnicke است که در سال ۱۹۸۷ منتشر شد.